# Hoogland (Sint Kruis)
Het Hoogland of Het Hogeland is een omdijkt gedeelte van de polder Beooster Eede-Hoogland van Sint Kruis in de gemeente Sluis. Op het Hoogland ligt Sint Kruis samen met haar Zandwijk. Het omdijkte gedeelte werd gemaakt om tijdens inundaties Sint Kruis droog te houden. Het Hoogland bewees zijn nut in het rampjaar 1672 toen de Beooster Eede-Hoogland van Sint Kruis polder geïnundeerd werd om Aardenburg tegen de Fransen te beschermen. In 1830 tijdens de Belgische Opstand bewees het Hoogland wederom zijn nut tijdens de inundaties. Gedurende beide inundaties hield Sint Kruis droge voeten. 
Tot 1820 werd Het Hoogland apart beheerd.